# Macedonia (Ohio)
Pour les articles homonymes, voir Macedonia.
La ville de Macedonia est située dans le comté de Summit, dans l’État de l’Ohio, aux États-Unis. Sa population s’élevait à 11 188 habitants lors du recensement de 2010, estimée à 11 940 habitants en 2017.

## Source
- (en) Cet article est partiellement ou en totalité issu de l’article de Wikipédia en anglais intitulé « Macedonia, Ohio » (voir la liste des auteurs).